# Leeuwenbergia
Leeuwenbergia es un género perteneciente a la familia de las euforbiáceas con dos especies de plantas.

## Taxonomía
El género fue descrito por Letouzey & N.Hallé y publicado en Adansonia ser. 2. 14: 380. 1974. La especie tipo es: Leeuwenbergia letestui Letouzey & N.Hallé

## Especies aceptadas
A continuación se brinda un listado de las especies del género Leeuwenbergia aceptadas hasta marzo de 2014, ordenadas alfabéticamente. Para cada una se indica el nombre binomial seguido del autor, abreviado según las convenciones y usos.
- Leeuwenbergia africana Letouzey & N.Hallé
- Leeuwenbergia letestui Letouzey & N.Hallé